# António Maria de Bettencourt Rodrigues
António Maria de Bettencourt Rodrigues GCC (São Nicolau, Cabo Verde, 6 de março de 1854 — Cascais, Estoril, Monte Estoril, 4 de outubro de 1933) foi um médico, diplomata e político português.

## Família
Filho mais novo de José Júlio Rodrigues (Goa, Goa Norte, Bardez, Salvador do Mundo, 6 de maio de 1812 - Luanda), Goês católico, bacharel em Direito pela Faculdade de Direito da Universidade de Coimbra, Delegado do Procurador Régio no Funchal, juiz do Tribunal da Relação de Luanda, e de sua mulher (Funchal, Sé, 13 de agosto de 1842) Teresa Cristina de Sá e Bettencourt (Funchal, Sé - ?).

## Biografia
Médico alienista, doutor em Medicina pela Faculdade de Medicina da Universidade de Paris, Ministro Plenipotenciário em Paris em 1913 e de 1917 a 1918, Senador pelo Círculo Eleitoral da Estremadura em 1918, Ministro dos Negócios Estrangeiros dos Governos Óscar Carmona e José Vicente de Freitas de 1926 a 1928, durante a Ditadura Militar, e Presidente da Delegação Portuguesa à Sociedade das Nações
A 5 de Outubro de 1927 foi agraciado com a Grã-Cruz da Ordem Militar de Nosso Senhor Jesus Cristo.

## Entidades científicas e culturais
Bettencourt-Rodrigues era filiado a várias entidades de cunho científico e cultural:
- Sociedade de Medicina Legal de Nova Iorque;
- Academia Real de Ciências de Lisboa;
- Academia da França;
- Instituto Histórico e Geográfico de São Paulo;
- Instituto Pasteur de São Paulo;
- Sociedade de Medicina e Cirurgia de São Paulo.[nota 2]

## Atuação política
No seu retorno a Portugal, atuou na sua política, destacando-se como:
- Ministro plenipotenciário de Portugal em Paris;
- Senador pelo Círculo Eleitoral de Estremadura;
- Ministro dos Negócios Estrangeiros;

## Obras e reconhecimentos
Deixou publicada uma importante obra científica.
Publicou também as seguintes obras:
- A República Portuguesa (1911);
- Prováveis alianças e agrupamentos de nações. Uma confederação luso-brasleira: Factos, opiniões e alvitres (1923);
- Por estradas e atalhos (1932).

Foi agraciado com a comenda da Grã-Cruz da Ordem Militar de Nosso Senhor Jesus Cristo.